# Александр Кембридж
Алекса́ндр Ога́стес Фре́дерік Ві́льям А́льфред Джордж Ке́мбридж, граф Атлон (англ. Alexander Augustus Frederick William Alfred George, нар. 16 січня 1957, Лондон, Велика Британія) — британський воєначальник, генерал-майор, 4-й Генерал-губернатор Південно-Африканського Союзу, 16-й Генерал-губернатор Канади.

## Дитинство, освіта, військова кар'єра
Четверта дитина (третій син) Франца, герцога Текського та Марії Аделаїди Кембриджської. Мати - внучка Георга III, короля Великої Британії й Ірландії, двоюрідна сестра королеви Вікторії.
Коли принцу Александру було дев’ять років, його батьки виїхали зі Сполученого Королівства до континентальної Європи на два роки, щоб уникнути сплати боргів. Принц залишився в Британії навчатися в Ітонському коледжі , пізніше навчався в Королівському військовому коледжі у Сандгерсті. У жовтні 1894 принц був призначений підпоручником в 7-й гусарський полк її Величності, невдовзі після того брав участь у Другій війні з Матабеле. Брав участь у Другій англо-бурській війні. У червні 1899 року він отримав підвищення до лейтенанта, а наступного квітня — до капітана.
10 лютого 1904 принц одружився з Принцесою Алісою Олбані, онукою королеви Вікторії. У пари народилося троє дітей: принцеса Мей Текська, 1906 р.н.; принц Руперт Текський, 1907 р.н.; і принц Моріс Френсіс Джордж Текський. Однак Моріс прожив менше шести місяців, з 29 березня по 14 вересня 1910 року. У тому ж році принц Олександр був призначений головою лікарні Міддлсекс.
Брав участь у Першій світовій війні у складі свого полку, закінчив війну у званні підполковника. 
Під час війни антинімецькі настрої в Британській імперії змусили Георга V змінити назву королівського дому з німецького Саксен-Кобург і Гота на англійський Віндзор, водночас відмовились від усіх німецьких титулів і всі члени королівської родини. Принц Александр також відмовився від німецьких титулів у 1917 році, включно з титулом принца Текського Вюртемберзького королівства, і отримав титул пера як граф Атлон.

## Післявоєнна кар'єра, генерал-губернаторство ПАР
Після припинення військових дій в Європі в 1918 році граф Атлон отримав звання полковника в червні 1919 року і в листопаді цього року пішов у відставку з армією з почесним званням бригадного генерала. Мав цивільну посаду, продовжуючи працювати в лікарні Міддлсекса. Завдяки своєму досвіду в 1921 році його призначили головою слідчого комітету з питань потреб лікарів. Відомий як Athlone Committee, його робота привела до створення шкіл післядипломної освіти для медичної освіти та досліджень, таких як Королівська аспірантська медична школа в Шаблон:Лікарня Хаммерсміт і Шаблон:Лондонська школа гігієни та тропічної медицини. У березні 1922 року отримав звання полковника резерву регулярної армії, зберігши почесне звання бригадного генерала, а в 1937 році був призначений головою слідчого комітету щодо організації «вербування, навчання та реєстрація та умови служби» для медичних сестер.
У грудні 1923 року граф Атлон отримав звання почесного генерал-майора і був призначений генерал-губернатором Південно-Африканського Союзу, замінивши двоюрідного брата своєї дружини, принца Артура Коннотського. Прибув до Преторії в січні 1924 р. і негайно приступив до роботи: відкрив нещодавно завершену будівлю парламенту. Але за кілька тижнів Прем'єр-міністр Південної Африки Ян Смутс раптово порадив йому відкласти скликання сесії парламента.
За службу короні в Південній Африці Георг V призначив графа Атлона кавалером Ордену Підв’язки 17 квітня 1928 року, а після повернення до Великої Британії 4 серпня 1931 року граф був призначений королем губернатором і констеблем Віндзорського замку. Наступного року був обраний ректором Лондонського університету, цю посаду він займав до 1955 року.
У січні 1939 року граф Атлон був призначений президентом Футбольної асоціації. Цей випадок був першим, коли FA призначила на цю посаду того, хто не був футбольним адміністратором.

## Генерал-губернатор Канади
У Канаді наприкінці 1930-х років урядові кола та ЗМІ закликали короля призначити генерал-губернатором особу канадського походження. Однак, у зв’язку з тим, що країна була втягнута у Другу світову війну, прем’єр-міністр Канади Вільям Ліон Маккензі Кінг порадив королю Георгу VI не робити цього: невдалий час для таких змін в намісницьких традиціях.
Маккензі Кінг висунув кандидатуру дядька короля, графа Атлона, і граф погодився. Згодом граф Атлон разом з дружиною та ад'ютантом Аластером Віндзором, відправився в Канаду через Атлантичний океан до Галіфакса, Нова Шотландія. Плавання було небезпечним, лайнер, на якому вони пливли, використовував зигзагоподібні маневри, щоб ухилятися від атак німецьких підводних човнів. Після подорожі до Оттави залізницею граф склав присягу під час церемонії в залі Сенату 21 червня 1940 року. Троє онуків Атлонів, Енн, Річард та Елізабет(діти їхньої дочки Мей), жили з ними у Канаді протягом всієї війни.
Граф одразу ж активізував підтримку військових зусиль, подорожуючи країною і зосереджуючи значну частину своєї уваги як на тих, хто проходив військове навчання, так і на поранених в госпіталях. Розглядаючи свою посаду генерал-губернатора як сполучну ланку між канадцями та монархом, граф Атлон зазначав у промовах, що король підтримує їх у боротьбі проти Адольфа Гітлера та нацистського режиму.
На той час у королівській та віце-королівській резиденції Рідо-Голл(чи поблизу неї) проживали багато королівских родин, які змушені були з-за війни покинути Європу і просити притулку у Канаді. Серед королівських гостей були наслідний принц Олаф V і кронпринцеса Норвегії Марта; велика герцогиня Шарлотта і Люксембурзький принц Фелікс; король Югославії Петро Югославський; король Греції Георг; імператриця Зіта Бурбон-Пармська (Австрія) та її дочки; а також королева Нідерландів Вільгельміна та її дочка принцеса Юліана. У грудні 1941 року прем'єр-міністр Великої Британії Вінстон Черчилль прибув до резиденції, де він головував на засіданнях британського кабінету по телефону з свого ліжка.
Граф Атлон як генерал-губернатор організував у Квебек-Сіті зустрічі прем’єр-міністра Канади Маккензі Кінга, Черчілля та президента Сполучених Штатів Франкліна Д. Рузвельта. Пізніше ці зустрічі стануть відомими як Квебецькі конференції. Перша з них відбулася між 17 і 24 серпня 1943 року в резиденції віце-королів у Ла-Цітадель, друга – з 12 по 16 вересня 1944 року в замку Фронтенак. На цих зустрічах учасники обговорювали стратегії союзників, які в кінцевому підсумку призведуть до перемоги над нацистською Німеччиною та Японією. Коли Німеччина впала 8 травня 1945 року, а Японія — 15 серпня того ж року, Атлон очолив національні святкування, що проводилися на Парламентському пагорбі та в інших місцях. У промовах він зазначав, що майбутнє Канади буде визначатись не війною, а сильною роллю у відбудові та примиренні.
Під час свого перебування на посаді віце-короля Канади граф Атлон приділяв багато уваги різноманітним благодійним та іншим соціальним заходам. Організував низку власних заходів, таких як катання на санках та уроки катання на ковзанах на території Рідо Хол, а також катання на лижах в Парку Гатіно. Перед тим як покинути Канаду, граф Атлон організував товариство Атлона(для практичного навчання інженерів), яке пізніше було відзначене Інженерним інститутом Канади.

## Після звільнення з королівської служби
Граф Атлон був звільнений з посади генерал-губернатора Канади 21 березня 1946 року. Після цього він повернувся до Великої Британії і знову поселився в квартирі Кенсінгтонського палацу, а 1 вересня того ж року пішов у відставку з посади полковника 7-го гусарського полку її Величності. Однак повністю не відійшов від громадської діяльності,- займав посаду ректора Лондонського університету до 1955 року. Також граф брав участь у комітеті, що відповідав за організацію коронації в 1953 році внучатої племінниці Атлона, королеви Єлизавети II.
Граф Атлон помер у Кенсінгтоні 16 січня 1957 року у віці 82 років і був похований у Королівській усипальниці у Фрогморі. Він був останнім з живих правнуків Георга III.

## Галерея

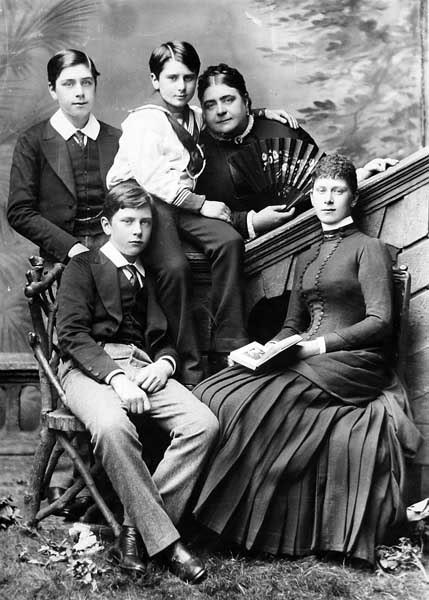
Герцог Тека з сім'єю, приблизно 1880 р. Александер посередині, рука його наколо матері. Праворуч - Принцеса Марія (пізніше Королева Великої Британії, дуружина до Короля Георга V)
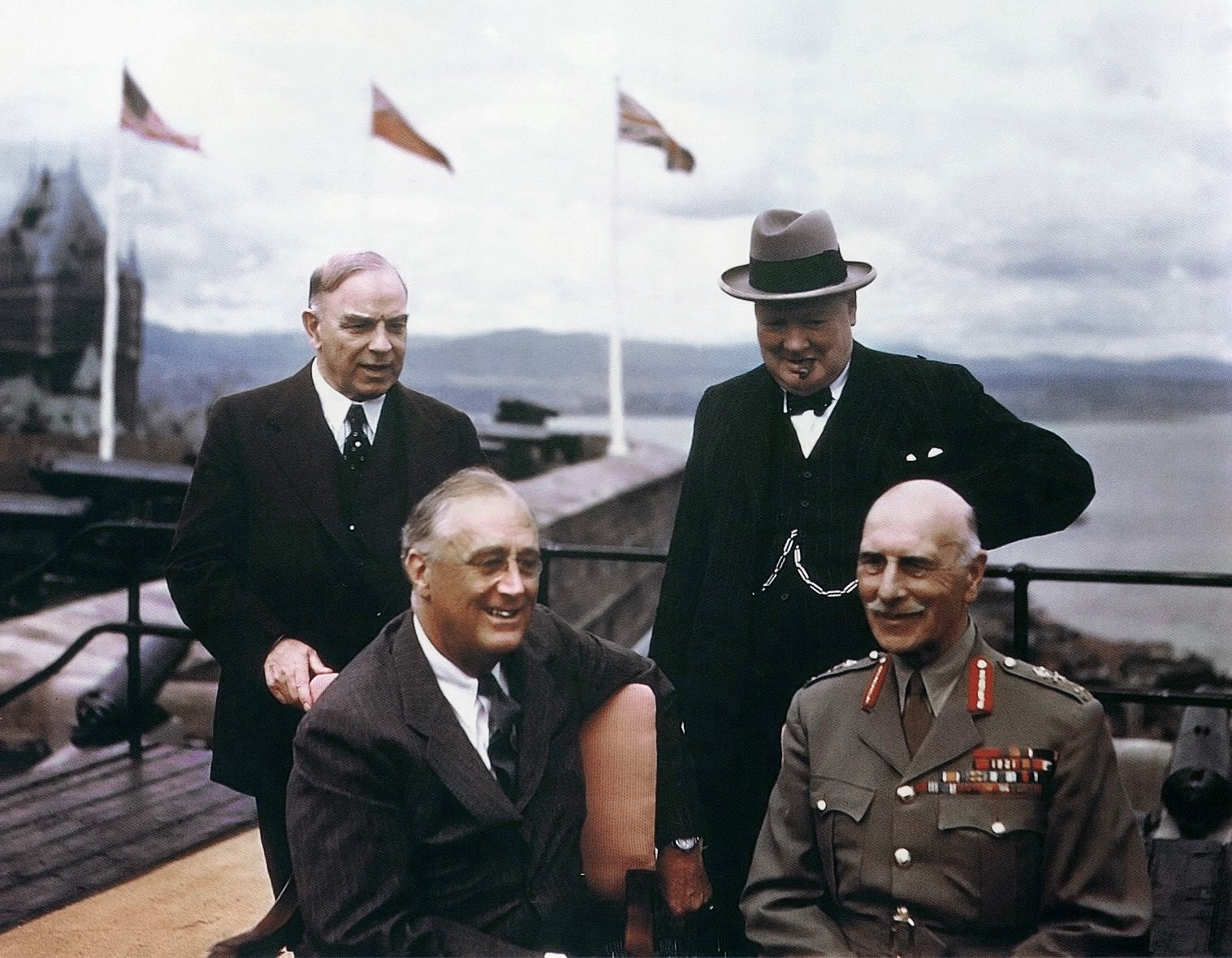
(з ліва на право) Прем'єр-міністр Канади Маккензі Кінг, Президент США Франклін Делано Рузвельт, Прем'єр-міністр Великої Британії Вінстон Черчилль i Александр Кембридж.